# Claudiella
Claudiella es un género monotípico de coleópteros mixófagos. Su única especie es Claudiella ingens Reichardt & Vanin, 1976. 